# まんが日本史 (日本テレビ)
『まんが日本史』（まんがにほんし）は、1983年4月3日から1984年4月8日まで毎週日曜日午前10:30 - 同11:00の枠にて日本テレビ系列で放送されたテレビアニメである。

## 概要
小学館刊行の学習漫画『少年少女日本の歴史』を参考に制作されたもので、日本列島の形成から戊辰戦争終結までを扱っていた。ただしあくまで「参考」にすぎず、漫画シリーズの監修者である児玉幸多は本アニメに関わっていない。後述のキャラクターの描き方など、歴史観が漫画シリーズと異なる面もある。
番組のラストには、本編中で取り上げられた時代と同時期の世界史を手短に紹介するコーナーがあった。なお、ビデオ版は放送版よりも長尺となっており、例えば大坂の陣以降の落武者の捕縛などが付加されている。
オープニングタイトルに各時代を代表する権力者たちの肖像画が次々に登場する。ただし、源頼朝・足利尊氏・武田信玄・西郷隆盛など、現在では本人を描いたものではないとする説がある肖像画も多数登場する。
各キャラクターは（戦前では一般的な評価だった）善悪に基づくキャラクターデザインがなされており、高師直や鳥居耀蔵は極悪人顔に描かれている。また、源義経や天草四郎、沖田総司などは、巷間の歴史小説の描写のような美青年顔である。

## 少年
各時代に、同一人物と思われる紺色の髪の少年が登場する。深く物語りに関わる事もあれば、ほとんどお約束で、短時間の出演に留まる事もある。

## 現在の放送
本放送当時の日本テレビの日曜朝10時台はローカルセールス枠だったため、放送しなかった系列局や、平日夕方に遅れネットで放送した系列局も存在した（※ネット局については、後述）。
現在は、スカパーのヒストリーチャンネルで視聴できる。
2014年8月からは、HDリマスター版が放送されている。これは画質向上だけでなく、本作品製作時以降に発見された史実や補足項目・訂正等を、新たに字幕を被せたり、男性ナレーターによるナレーションに差し替えたりしている。
（例:追加音声で浅井氏の読みをあさいからあざいに変更したり羽柴秀長の表記を豊臣秀長に変更する等）

## 動画配信
- Amazon Prime Video[2]
- Hulu[3]
- U-NEXT[4]
- DMM TV[5]

## キャスト（役名）
| キャスト     | 役名 |
| ------------ | --- |
| 杉山佳寿子   | お姉さん（裕子）、ナレーター |
| 鈴木富子     | 女の子（愛）、静御前（19話） |
| 中野聖子     | 男の子（良太）（1 - 4話） |
| 間嶋里美     | 男の子（良太）（5話 - ）、定恵、清和天皇（幼少期）、源頼朝（幼少期）、足利義満（幼少期）、池禅尼                                       |
| 増山江威子   | 卑弥呼、光明皇后、清少納言、まつ |
| 藤田淑子     | 聖徳太子（幼少期）、鸕野讚良皇女（持統天皇）、推古天皇                                                                                 |
| 田中秀幸     | 聖徳太子、大海人皇子（天武天皇）、藤原伊周、平重盛、源実朝、北条時宗、楠木正季、足利義詮、浅井長政、大塩平八郎                         |
| 野田圭一     | 近江毛野臣、中大兄皇子（天智天皇）、聖武天皇、宇多上皇、源義家、北条義時、北条泰時、足利義持、上杉謙信、徳川吉宗、渡辺崋山、大久保利通 |
| 永井一郎     | 継体天皇、中臣鎌足、母礼、大伴継人、大江匡房、藤原頼長、後白河上皇、藤原秀衡、毛利元就、フランシスコ・ザビエル、堀田正睦、岩倉具視     |
| 佐藤正治     | 古人大兄皇子、弓削浄人、早良親王、平国香、藤原秀郷、梶原景時、新田義貞、山名師義、足利義稙、沈惟敬、松平忠輝、板倉重昌、久世広周       |
| 塩屋翼       | 有間皇子、高市皇子、平貞盛、平正盛、崇徳上皇、源義平、藤原泰衡、源頼家、北条泰時、義尋                                                 |
| 宮内幸平     | 大伴金村、行基、比企能員、楠木正儀、本多正信、杉田玄白                                                                                 |
| 丸山詠二     | 鑑真、菅原道真 |
| 森功至       | 道鏡、平将門、平宗盛、足利義教、織田信雄、羽柴秀次                                                                                     |
| 朝井良江     | 皇極天皇、斉明天皇、孝謙天皇、称徳天皇                                                                                                 |
| 銀河万丈     | 坂上田村麻呂、陶晴賢、司馬江漢、武田信虎                                                                                               |
| 戸谷公次     | 伊治公呰麻呂、平良兼、清原真衡、楠木正成、大友義鎮、大石良雄、小川笙船                                                                 |
| 野島昭生     | 藤原基経、後三条天皇、平清盛、足利義満、松平定信、水野忠邦                                                                             |
| 雨森雅司     | 阿弖流為、藤原良相 |
| 大竹宏       | 藤原種継 |
| 緑川稔       | 藤原良房、白河法皇、日蓮、山名宗全 |
| 龍田直樹     | 藤原惟幾、畠山義就、清和天皇 |
| 池田勝       | 藤原道長、足利尊氏、池田恒興 |
| 鶴ひろみ     | 藤原定子 |
| 野村道子     | 藤原彰子 |
| 山口奈々     | 紫式部、日野富子 |
| 上田敏也     | 伴善男、白河上皇、平時忠、細川頼之 |
| 小林清志     | 源頼朝 |
| 寺島幹夫     | 北条時政、小早川隆景、上杉景勝、三条実美、安藤信正                                                                                     |
| 中西妙子     | 北条政子、淀殿 |
| 柴田秀勝     | 武蔵坊弁慶 |
| 北川米彦     | 木曾義仲 |
| 潘恵子       | 静御前 |
| 岸野一彦     | 桓武天皇、畠山重忠、柴田勝家 |
| 寺田誠       | 西光、竹崎季長 |
| 田中信夫     | 後醍醐天皇 |
| 金沢寿一     | 足利直義 |
| 八奈見乗児   | 名和長年、徳川綱吉、ハリス |
| 青野武       | 斯波義将、赤松満祐、足利義政、織田信長                                                                                                 |
| 矢田耕司     | 満済、山名持豊、大内義興、山本勘助、平手政秀                                                                                           |
| 田中康郎     | 細川勝元、武田信虎、今川義元、徳川秀忠                                                                                                 |
| 堀秀行       | 畠山政長 |
| 三橋洋一     | 足利義尚、種子島時尭 |
| 田の中勇     | 雪舟 |
| はせさん治   | 武田元繁 |
| 田中亮一     | 北条早雲、徳川家光、高杉晋作 |
| 塩屋浩三     | 島津貴久、稲葉一鉄、加藤清正、福澤諭吉                                                                                                 |
| 飯塚昭三     | 武田信玄 |
| 増岡弘       | 徳川家康、高橋景保 |
| 辻三太郎     | 豊臣秀吉 |
| 北村弘一     | 豊臣秀吉 |
| 加藤精三     | 斎藤道三 |
| 納谷六朗     | 明智光秀、柳沢吉保 |
| 恵比寿まさ子 | お市の方 |
| 神谷明       | 森蘭丸 |
| 原田一夫     | 羽柴秀長、石田三成、大塩平八郎 |
| 山口健       | 徳川秀忠 |
| 渡部猛       | 浅野幸長、前田利家 |
| 平野正人     | 福島正則 |
| 広中雅志     | 黒田長政、小早川秀秋 |
| 麻生美代子   | ねね |
| 神山卓三     | 真田幸村、加藤忠広、田沼意次 |
| 塩沢兼人     | 豊臣秀頼、間宮林蔵、大塩格之助 |
| 今西正男     | 茶屋四郎次郎 |
| 村松康雄     | ウィリアム・アダムス（三浦按針） |
| 古谷徹       | 源義経、天草四郎 |
| 加藤正之     | 松平信綱 |
| あずさ欣平   | 佐倉惣五郎 |
| 鈴木泰明     | 大岡越前、山内容堂 |
| 島田彰       | 杉田玄白 |
| 池水通洋     | 勝海舟 |
| 大宮悌二     | 西郷隆盛 |
| 若本紀昭     | 坂本龍馬 |
| 田中和実     | 孝明天皇 |
| 滝雅也       | 後藤象二郎 |

- その他：つかせのりこ（原始人の少年（1話））、坪井章子（古墳時代の母親の百姓（3話））、松沢和子（平安時代の百姓（12話））、上村典子（白虎隊の少年（52話））、須知信之、小滝進、他

## スタッフ
- 企画/プロデューサー - 坂梨港（電通）
- プロデューサー - 野末和夫（日本テレビ）、茂垣弘道（土田プロダクション）
- 脚本 - 田代淳二
- チーフディレクター - 近藤英輔
- キャラクターデザイン - 谷田部雄次
- 色指定 - 西香代子
- 撮影監督 - 金子仁
- 編集 - 岡安肇（岡安プロモーション）
- 音響効果 - 大平紀義
- 録音調整 - 村田弘之
- 音楽 - 佐藤健
- 音響監督 - 山崎宏
- 録音スタジオ - ニュージャパンスタジオ
- 現像 - 東京現像所
- キャスティング協力 - 青二プロダクション
- 制作担当 - 初川則夫（日本テレビ）、松下康、別府幸司（以上、土田プロダクション）
- 制作事務 - 神谷妙子
- 製作協力 - 小学館
- 製作 - 土田プロダクション

## 主題歌
オープニングテーマ（インストゥルメンタル）
エンディングテーマ「風のメルヘン」
作詞 - 山川啓介 / 作曲 - 佐藤健 / 編曲 - 川村栄二 / 歌 - サーカス
EPレコードの発売元はバップ。
TVでは1番のバージョンと2番のバージョンが使われているが、2番のバージョンはソフトにもCS等の再放送にも収録されていない。2003年に発売されたサーカスのベストアルバムに収録されている。

## 各話リスト
| 話 | 放送日        | サブタイトル                                   | 絵コンテ   | 演出     | 作画監督   | 美術              |
| -- | ------------- | ---------------------------------------------- | ---------- | -------- | ---------- | ----------------- |
| 1  | 1983年 4月3日 | 日本の誕生 〜原始時代の生活〜                  | 近藤英輔   | 福本潔   | 谷田部雄次 | 古谷彰            |
| 2  | 4月10日       | 幻の邪馬台国 〜女王卑弥呼〜                    | 近藤英輔   | 福本潔   | 谷田部雄次 | 古谷彰            |
| 3  | 4月17日       | 大和朝廷の成立 〜古墳と大王たち〜              | 福田皖     | 福本潔   | 谷田部雄次 | 古谷彰            |
| 4  | 4月24日       | 聖徳太子の理想〜中国文化と仏教の伝来〜         | 矢沢則夫   | 福本潔   | 谷田部雄次 | 古谷彰            |
| 5  | 5月1日        | 大化の改新 〜中大兄皇子と藤原鎌足〜            | 八角哲夫   | 福本潔   | 谷田部雄次 | 古谷彰            |
| 6  | 5月8日        | 壬申の乱 〜新しい国家の誕生〜                  | 矢沢則夫   | 福本潔   | 谷田部雄次 | 金村勝義          |
| 7  | 5月15日       | 大仏開眼 〜仏教文化と奈良時代〜                | 矢沢則夫   | 福本潔   | 谷田部雄次 | 古谷彰            |
| 8  | 5月22日       | 鑑真和上の来日 〜遣唐使と中国文化〜            | 小泉謙三   | 横田和善 | 谷田部雄次 | 金村勝義 番野雅好 |
| 9  | 5月29日       | 道鏡の野心 〜貴族と僧侶の争い〜                | 矢沢則夫   | 福本潔   | 谷田部雄次 | 古谷彰            |
| 10 | 6月5日        | 桓武天皇と平安京 〜坂上田村麻呂の蝦夷平定〜    | 福田皖     | 福本潔   | 谷田部雄次 | 番野雅好 斉藤初枝 |
| 11 | 6月12日       | 摂関政治のはじまり 〜燃える応天門〜            | 矢沢則夫   | 福本潔   | 谷田部雄次 | 古谷彰            |
| 12 | 6月19日       | 藤原氏の独裁政治 〜菅原道真の怨霊〜            | 福田皖     | 福本潔   | 谷田部雄次 | 金村勝義 番野雅好 |
| 13 | 6月26日       | 平将門の乱〜立ち上がる地方の豪族〜             | 矢沢則夫   | 福本潔   | 川島明     | 番野雅好 斉藤初枝 |
| 14 | 7月3日        | 花ひらく王朝文化 〜清少納言と紫式部〜          | 小泉謙三   | 福本潔   | 小泉謙三   | 古谷彰            |
| 15 | 7月10日       | 武士のおこり 〜荘園と藤原氏の衰え〜            | 八角哲夫   | 福本潔   | 谷田部雄次 | 古谷彰            |
| 16 | 7月17日       | 保元・平治の乱 〜貴族と武士の争い〜            | 矢沢則夫   | 横田和善 | 小泉謙三   | 金村勝義 番野雅好 |
| 17 | 7月24日       | 栄える平氏 〜後白河法皇と平清盛〜              | 矢沢則夫   | 福本潔   | 川島明     | 古谷彰            |
| 18 | 7月31日       | 源氏の旗あげ 〜源頼朝と東国武士〜              | 福田皖     | 横田和善 | 谷田部雄次 | 番野雅好 斉藤初枝 |
| 19 | 8月7日        | 源平の合戦 〜義経の奮戦と平氏滅亡〜            | 矢沢則夫   | 福本潔   | 谷田部雄次 | 古谷彰            |
| 20 | 8月14日       | 鎌倉幕府の成立 〜武家政治と封建制度〜          | 矢沢則夫   | 福本潔   | 小泉謙三   | 金村勝義 番野雅好 |
| 21 | 8月21日       | 源氏の滅亡 〜北条政子と承久の乱〜              | 八角哲夫   | 福本潔   | 谷田部雄次 | 古谷彰            |
| 22 | 9月4日        | 蒙古襲来 〜国難と北条時宗〜                    | 矢沢則夫   | 岡本達也 | 川島明     | 番野雅好          |
| 23 | 9月11日       | 鎌倉幕府の崩壊 〜御家人の不満と広がる内乱〜    | 福田皖     | 福本潔   | 谷田部雄次 | 古谷彰            |
| 24 | 9月18日       | 建武の新政 〜後醍醐天皇の理想〜                | 矢沢則夫   | 岡本達也 | 谷田部雄次 | 番野雅好          |
| 25 | 9月25日       | 南朝と北朝の対立 〜足利尊氏幕府を開く〜        | 八角哲夫   | 福本潔   | 小泉謙三   | 古谷彰            |
| 26 | 10月2日       | 南北朝の統一 〜室町幕府の基礎固まる〜          | 矢沢則夫   | 岡本達也 | 谷田部雄次 | 番野雅好          |
| 27 | 10月9日       | 室町幕府の繁栄 〜足利義満と北山文化〜          | 小華和為雄 | 福本潔   | 谷田部雄次 | 古谷彰            |
| 28 | 10月16日      | ゆれる室町幕府 〜正長の土一揆〜                | 矢沢則夫   | 岡本達也 | 川島明     | 金村勝義 番野雅好 |
| 29 | 10月23日      | 応仁の乱 〜内乱と下剋上〜                      | 福田皖     | 福本潔   | 岡迫亘弘   | 古谷彰            |
| 30 | 10月30日      | 立ち上がる民衆 〜東山文化の輝き〜              | 矢沢則夫   | 岡本達也 | 谷田部雄次 | 番野雅好 斉藤初枝 |
| 31 | 11月6日       | 戦国時代の幕開け 〜北条早雲と毛利元就〜        | 八角哲夫   | 福本潔   | 小泉謙三   | 古谷彰            |
| 32 | 11月13日      | 鉄砲の伝来 〜キリスト教と西洋技術〜            | 矢沢則夫   | 岡本達也 | 谷田部雄次 | 金村勝義 番野雅好 |
| 33 | 11月20日      | 戦国の群雄 〜武田信玄と上杉謙信〜              | 小華和為雄 | 福本潔   | 川島明     | 古谷彰            |
| 34 | 11月27日      | 桶狭間の戦い 〜織田信長と木下藤吉郎〜          | 福田皖     | 岡本達也 | 谷田部雄次 | 番野雅好          |
| 35 | 12月4日       | 革命児 織田信長 〜一向一揆と比叡山の焼き討ち〜 | 矢沢則夫   | 福本潔   | 谷田部雄次 | 古谷彰            |
| 36 | 12月11日      | 本能寺の変 〜英雄の最期〜                      | 福田皖     | 岡本達也 | 谷田部雄次 | 金村勝義 番野雅好 |
| 37 | 12月18日      | 天下統一への道 〜豊臣秀吉と徳川家康〜          | 小華和為雄 | 福本潔   | 谷田部雄次 | 古谷彰            |
| 38 | 12月25日      | 秀吉ついに天下を取る 〜封建制度の確立〜        | 矢沢則夫   | 岡本達也 | 小泉謙三   | 番野雅好 斉藤初枝 |
| 39 | 1984年 1月8日 | 豊臣秀吉の野望 〜朝鮮出兵と安土桃山文化〜      | 八角哲夫   | 福本潔   | 川島明     | 古谷彰            |
| 40 | 1月15日       | 関ヶ原の合戦 〜家康と石田三成の対決〜          | 矢沢則夫   | 岡本達也 | 谷田部雄次 | 金村勝義 番野雅好 |
| 41 | 1月22日       | 家康江戸幕府を開く 〜大坂夏の陣と豊臣氏滅亡〜  | 福田皖     | 福本潔   | 川島明     | 古谷彰            |
| 42 | 1月29日       | 徳川家康の政治 〜幕府二百六十年の基礎固まる〜  | 矢沢則夫   | 岡本達也 | 谷田部雄次 | 番野雅好 斉藤初枝 |
| 43 | 2月5日        | キリシタンの弾圧 〜鎖国と島原の乱〜            | 太田清     | 福本潔   | 小泉謙三   | 古谷彰            |
| 44 | 2月12日       | 士農工商 〜身分制度の確立と元禄文化〜          | 矢沢則夫   | 岡本達也 | 谷田部雄次 | 番野雅好 大宮久江 |
| 45 | 2月19日       | ゆらぐ封建制度 〜享保の改革と田沼時代〜        | 矢沢則夫   | 福本潔   | 川島明     | 古谷彰            |
| 46 | 2月26日       | 江戸町人文化の開花 〜蘭学と国学〜              | 矢沢則夫   | 岡本達也 | 谷田部雄次 | 番野雅好 斉藤初枝 |
| 47 | 3月4日        | ゆきづまる幕府 〜北方探検と大塩平八郎の乱〜    | 八角哲夫   | 福本潔   | 谷田部雄次 | 古谷彰            |
| 48 | 3月11日       | 黒船来たる 〜井伊直弼と安政の大獄〜            | 矢沢則夫   | 岡本達也 | 小泉謙三   | 番野雅好 大宮久江 |
| 49 | 3月18日       | 尊王攘夷 〜幕末の志士たち〜                    | 太田清     | 福本潔   | 谷田部雄次 | 古谷彰            |
| 50 | 3月25日       | 攘夷から倒幕へ 〜薩長連合と坂本龍馬〜          | 矢沢則夫   | 岡本達也 | 野館誠一   | 番野雅好 斉藤初枝 |
| 51 | 4月1日        | 江戸幕府の崩壊 〜大政奉還と戊辰戦争〜          | 矢沢則夫   | 福本潔   | 谷田部雄次 | 古谷彰            |
| 52 | 4月8日        | 明治維新 〜新政府の出発〜                      | 矢沢則夫   | 岡本達也 | 川島明     | 番野雅好 大宮久江 |

## 関連商品
- 『まんが日本史 音楽集』（LPレコード）
- 『まんが日本史』（1） - （13）（VHSビデオ）[6]

上記商品の発売元は、いずれもバップ。その他、低年齢層向けのアニメ絵本も販売されていた。

## ネット局
特筆の無い場合は1984年2月中旬 - 3月上旬時点。無印は制作局と同時ネット。※は先行放送、もしくは時差ネット。
- 日本テレビ（制作局）…日曜 10:30 - 11:00
- 札幌テレビ…日曜 10:30 - 11:00
- ※テレビ岩手…日・10：00-10：30
- ミヤギテレビ…日曜 10:30 - 11:00
- 福島中央テレビ…日曜 10:30 - 11:00
- テレビ新潟…日曜 10:30 - 11:00
- ※テレビ信州[8]…日・7：00-7：30
- ※山梨放送…日・6：15-6：45
- ※北日本放送…金・17：30-18：00（1983年12月23日から1985年1月25日まで放送[9]）
- ※福井放送…月・17：30-18：00（1984年9月30日まで放送[10]）
- 静岡第一テレビ…日曜 10:30 - 11:00
- 中京テレビ…日曜 10:00 - 10:30
- よみうりテレビ…日曜 10:30 - 11:00
- ※日本海テレビ…土・7：00-7：30
- 広島テレビ…日曜 10:30 - 11:00
- 西日本放送…日曜 10:30 - 11:00
- 山口放送…日曜 10:00 - 10:30[11]（1985年4月14日まで放送[12]）
- 四国放送…日曜 10:30 - 11:00
- ※南海放送…日曜 7:00 - 7:30（1984年4月29日まで放送[13]）
- 福岡放送…日曜 10:30 - 11:00
- 熊本県民テレビ…日曜 10:30 - 11:00
- テレビ大分…土曜 7:15 - 7:45（1986年に放送）[14]
- ※鹿児島テレビ[15]…日・7：30-8：00